# Юстинув (Пйотрковський повіт)
Юстинув (пол. Justynów) — село в Польщі, у гміні Александрув Пйотрковського повіту Лодзинського воєводства.
Населення — 59 осіб (2011).
У 1975-1998 роках село належало до Пйотрковського воєводства.

## Демографія
Демографічна структура станом на 31 березня 2011 року:
|          | Загалом | Допрацездатний вік | Працездатний вік | Постпрацездатний вік |
| -------- | ------- | ------------------ | ---------------- | -------------------- |
| Чоловіки | 29      | 4                  | 23               | 2                    |
| Жінки    | 30      | 3                  | 12               | 15                   |
| Разом    | 59      | 7                  | 35               | 17                   |